# Arundinoideae
Sous-famille
Classification APG III (2009)
Les Arundinoideae sont une sous-famille de plantes monocotylédones de la famille des Poaceae (Graminées), qui regroupe environ 40 espèces, dont de nombreuses espèces de roseaux (Phragmites spp. et la canne de Provence, Arundo donax).
Contrairement à d'autres groupes de graminées du clade PACMAD, les Arundinoideae présentent toutes une photosynthèse en C3. Leur groupe frère est la sous-famille des Micrairoideae.
Les Arundinoideae formaient un groupe beaucoup plus vaste dans les systèmes taxonomiques précédents, avec plus de 700 espèces, mais la plupart d'entre elles ont été déplacées vers d'autres sous-familles à la suite d'analyses phylogénétiques. Les espèces sont actuellement classées dans 16 genres et deux tribus.

## Liste des tribus et genres
Selon Soreng et al. (2015) :
Tribu des Arundineae
- Amphipogon (syn. Diplopogon)
- Arundo
- Monachather

Tribu des Molinieae
- Crinipes
- Dichaetaria
- Dregeochloa
- Elytrophorus
- Hakonechloa
- Leptagrostis
- Molinia
- Moliniopsis
- Nematopoa
- Phragmites
- Piptophyllum
- Styppeiochloa
- Zenkeria